# Festival de Verão Salvador
Festival de Verão Salvador (também conhecido como FV ou apenas Festival de Verão), é um evento musical brasileiro que ocorre anualmente em Salvador, capital da Bahia. Idealizado em 1998, o festival é produzido pela Bahia Eventos, empresa de entretenimento da Rede Bahia, e sua primeira edição ocorreu em fevereiro de 1999, em homenagem ao aniversário de 450 anos da capital baiana. Até a edição de 2006 durava cinco dias. De 2007 a 2014, durou quatro dias, passando para três na edição de 2015 e para dois na edição de 2016, quando também deixou pela primeira vez de ocorrer no Parque de Exposições, mudando-se para a Itaipava Arena Fonte Nova.
Considerado um dos maiores eventos musicais do verão brasileiro, o festival é realizado em datas variáveis, entre os últimos dias de janeiro e os primeiros dias de fevereiro, antes do Carnaval. Sua característica mais marcante é a diversidade musical, devido ao fato de receber artistas dos mais variados gêneros e gerações musicais, brasileiros ou estrangeiros.

## História

### 1999–2015: Parque de Exposições
Em 1999, ano que Salvador completava 450 anos, estreava na capital baiana a primeira edição do Festival de Verão de Salvador, um dos maiores eventos de música do país. Entre os dias 20 e 24 de fevereiro, cerca de 150 mil pessoas passaram pelo Parque de Exposições para curtir as 26 atrações e os espaços destinados a gastronomia, arte popular e cultura e a Praça de Esportes. O hino do Senhor do Bonfim cantado por Lazzo abriu a primeira noite de shows. Um dos pontos altos do evento, que recebeu em seu palco estrelas da música como Daniela Mercury, Cheiro de Amor, Banda Eva, Timbalada, Olodum, É o Tchan, Biquíni Cavadão, Art Popular e Jota Quest, foi o encontro de Carlinhos Brown com Marisa Monte.
A 2ª edição do Festival de Verão de Salvador aconteceu entre os dias 02 e 06 de fevereiro de 2000. O evento, que havia feito muito sucesso no ano anterior, sofreu suas primeiras grandes mudanças. Além de incluir mais um palco, novos espaços foram criados. Foram criados o Palco Pop, no qual artistas que despontavam no cenário musical nacional se apresentavam, a Boate Rock'n Rio e a Arena de Esportes Radicais. O Mercado Mundo Mix, evento multicultural que traz novos talentos e novas ideias nas áreas das artes, música, moda e comportamento, também foi realizado no Festival de Verão.
O ano de 2001 marcou o início da transmissão nacional, durante todo o ano, dos shows do Festival no canal fechado de televisão Multishow. Outra novidade foi a introdução da sirene, sinalizando o início e o final de cada show, de modo a facilitar o posicionamento do público para assistir à próxima atração. A estrutura do evento este ano cresceu ainda mais, passando para 80 mil metros quadrados, já que contou com a criação de um terceiro palco, o Mundo Nativo.
Em 2002, a grande novidade do Festival de Verão de Salvador foi a parceria firmada com a Unesco para a disseminação do conceito da cultura da paz e da não violência, participou ativamente da campanha “A Paz está em Nossas Mãos”. A partir desse ano, começou o conceito de dois camarotes, que virou marca registrada do Festival de Verão. Foram criados novos espaços: a Vila Tropical, Planeta Mix – Mercado Mundo Mix + Palco Pop – além do Palco 2002. Além disso, o público se agitou com uma grade bem diversificada que agradou a milhares de pessoas. Ivete Sangalo, Chiclete com Banana, Asa de Águia, Banda Eva, Daniela Mercury, Skank, Djavan, KLB, Harmonia do Samba, O Rappa e Planet Hemp, eram algumas das atrações presentes no line up daquele ano. A TV Salvador passou a transmitir o evento ao vivo.
Em 2003, o Festival de Verão mudou seu conceito para ‘Eu, você, todo mundo lá’. A figura do Rasta, mascote oficial do Festival, indicava com a mão o número cinco, em referência às edições do evento. A festa da música teve momentos emocionantes como a apresentação do grupo Os Paralamas do Sucesso, primeira em Salvador após o acidente que quase vitimou Hebert Vianna, vocalista da banda. O cantor fez a plateia chorar ao homenagear a esposa, falecida no mesmo desastre aéreo, cantando a música 'Se eu não te amasse tanto assim'. A quinta edição do Festival também foi marcada por 'estreias'. Lulu Santos e a dupla Zezé Di Camargo e Luciano fizeram o primeiro show em uma edição do evento. Já Gilberto Gil fez seu primeiro show após assumir o Ministério da Cultura e muitos jovens divertiram-se ao som do grupo Rouge. Outra estreante na festa, a banda paulista CPM22 fechou o evento. Os espaços em 2003 foram divididos em Palco 2003, Palco Pop e Zona Eletrônica Coca Cola.
Em 2004, mais um ano de emoções. Zeca Pagodinho convidou Caetano Veloso, Gilberto Gil e Daniela Mercury, que cantaram juntos ao lado do sambista. Ainda se apresentaram os garotos do grupo Bro’z, Rita Lee e Sandy & Junior, que foram as grandes atrações inéditas daquele ano. Foi lançada a campanha ‘Compre no Escuro’, em que as pessoas compravam os ingressos sem saber que atrações tocariam. A Rede Globo passou a transmitir o evento para todo o Brasil e a marca do Festival ganhou mais uma mudança: a cor verde foi introduzida através do sol, que passa toda a energia do evento. Diversas bandas de forró, axé e pagode se apresentaram no primeiro ano do Barracão Conta Universitária Bradesco. Além do Barracão e do Palco Principal, o Festival de Verão 2004 ainda tinha o Palco Pop e a Tenda Eletrônica.
Em 2005, o conceito muda para "Seu Jeito de Mudar o Mundo" e a marca se transforma mais uma vez: a cor laranja dá lugar ao verde. A axé Music, termo criado pelo jornalista baiano Hagamenon Brito (que apresenta o ‘No Ritmo do Festival’), completa 20 anos. E para homenagear o ritmo, a Orquestra Baiana de Axé (OBA) abriu o evento. Reforçando a pluralidade, houve um maior investimento nos espaços alternativos, com destaque para as noites Trama e Deckdisc na Arena Vivo Motomix e a estreia da tenda Skol Tropical Beats.
O Festival de Verão 2006 foi marcado como o ano dos encontros. Ivete Sangalo cantou com Jorge Aragão; Asa de Águia e Jota Quest se juntaram para animar a galera; Marcelo Nova inovou com Biquíni Cavadão e Babado Novo fez a festa junto com Bruno e Marrone (que se apresentaram pela primeira vez). Para encerrar a oitava edição, a Banda Eva entrou no palco e colocou o público para dançar.  Nesta edição, o público se dividiu em seis espaços de programação simultânea: Palco 2006, Barracão Universitário Bradesco, Tenda Eletrônica, Arena de Esportes e Festival Guetho Square.
Com o tema "Sinta a Vibração", o Festival de Verão 2007 foi marcado por diversos estilos como axé, reggae, pop, samba, rapper, rock e forró. Ivete Sangalo, Banda Eva, Chiclete com Banana, Jota Quest, Papas na Língua, Marcelo D2, O Rappa, Carlinhos Brown, Babado Novo, Asa de Águia, Rapazolla, Ben Harper e Glória Gaynor, eram algumas das atrações presentes no line up daquele ano. Além do Palco Principal e do Palco Tendências, o evento trouxe a Arena de Esportes Radicais, a Tenda Eletrônica e a Arena Conta Universitária Bradesco. A partir de 2007 o Festival de Verão passou a ter quatro dias.
Em 2008, o Festival de Verão completou 10 anos. Com título de maior festival do verão brasileiro o evento teve 4 dias de festa com bandas renomadas. Nomes como Gilberto Gil, Ivete Sangalo, Banda Eva, NX Zero, Daniel, Beth Carvalho, Charlie Brown Jr, O Rappa, Belo, Psirico, Eagle Eye Cherry e Aviões do Forró estavam presentes no line up daquele ano. Além do Palco Principal e do Palco Tendências, o evento trouxe a Arena de Esportes, a Tenda Eletrônica, a Arena Conta Universitária Bradesco e a Feira Cidadã.
Considerado o maior encontro anual de música do Brasil e uma das maiores festas do Verão antes do carnaval, o Festival de Verão, comemorou onze edições em 2009, com o tema "Movido pela Mistura". O mote fez alusão à mescla de ritmos e de público que acontece nos seis palcos simultâneos e que é a principal característica do evento baiano. A “cidade da música” teve três espaços inéditos: Boteco do Samba, Arena Faculdade Maurício de Nassau – Concha Acústica do Festival e Espaço Nokia XpressMusic – Mercado Mundo Mix. Completando a lista de palcos, aparecem a Arena Conta Universitária Bradesco, a Tenda Eletrônica Bloco Skol e, claro, o Palco 2009, que recebeu os mais importantes artistas nacionais e também a cantora internacional Alanis Morissette. Isso sem contar com os Camarotes Seda e Pepsi, que investiram em suas próprias atrações.
Seguindo o tema “Movido pela Mistura”, a 12ª edição do Festival de Verão de Salvador  manteve a filosofia de misturar ritmos, tribos e tendências num só espaço. O grande caldeirão musical mesclou nomes como Ivete Sangalo, Paralamas do Sucesso, Caetano Veloso, Cláudia Leitte, Tomate, Chiclete com Banana, Parangolé, Jammil, Jorge e Mateus, Revelação, Diogo Nogueira, NX Zero, Aviões do Forró, Psirico e Akon. A "Cidade da Música", como costuma ser chamado o Parque de Exposições durante esse período, contou em 2010 com cinco palcos principais: Palco 2010, Boteco do Samba, Concha Acústica Faculdade Maurício de Nassau, Arena Universitária Bradesco e Tenda Skol.
Em 2011, uma grande novidade invadiu o Festival de Verão. A Casa do Pagode, um espaço reservado especialmente para as bandas de pagode da Bahia, reuniu muito hit de sucesso e muita gente animada. Entre as atrações que se apresentaram no espaço, estavam É o Tchan, Oz Bambaz, Raghatoni, Saiddy Bamba, Black Stylle, Fantasmão, Guig Guetto, entre outros. Os demais palcos foram: Palco 2011, Concha Acústica, Casa do Samba, Tenda Eletrônica e Arena Conta Universitária Bradesco.
Em 2012, com um line up de peso, o Festival de Verão de Salvador atraiu cerca de 200 mil pessoas ao Parque de Exposições, que cantou e curtiu ao som de nomes como Ivete Sangalo, Vanessa da Mata, Seu Jorge, Aviões do Forró, Sorriso Maroto, Jorge e Mateus, Frejat e James Blunt (atração internacional). Além do palco principal que contou com a mistura de sempre, o evento contou com um novo espaço, o Casarão do Ritmo, que recebeu atrações como Netinho, Pablo, LevaNóiz, Revelação e Adelmário Coelho. A Tenda Eletrônica Nexcom, apresentou um lineup de DJs reconhecidos intercionalmente, a exemplo d Yves Larock. A Concha Acústica Faculdade Maurício de Nassau trouxe mais uma vez artistas conceituados nacionalmente. Vander Lee, Pedro Mariano e Jair Oliveira, Emílio Santiago e Magary Lord foram algumas das atrações que embalaram o público do Festival. Outro novo espaço criado este ano foi o Maresia, formado por quatro grandes lounges para o público descansar e recarregar as energias.
Em 2013, o Festival de Verão comemorou 15 verões de muita música e mistura de ritmos. Neste ano, foi criado a Passarela do Ritmo –  espaço onde passou artistas renomados nacionalmente e nomes da música baiana, que levou ao público do Festival a mesma qualidade musical do Palco Principal. Entre as atrações que se apresentaram no novo palco estavam nomes como Adão Negro, Filhos de Jorge, Pablo, Israel Novaes, Turma do Pagode, Edson Gomes, Edy City, Fantasmão, Magary Lord, MC Sapão, Duas Medidas, Kart Love, Humberto e Ronaldo e Estakazero. A “Cidade da Música”, como ficou conhecido o local onde aconteceu o evento, contou com quatro palcos: Palco 15 verões, Estúdio do Som Faculdade Maurício de Nassau, Passarela do Ritmo e Bis Experience (Tenda Eletrônica). Pelo palco principal passaram Soja (atração internacional), Chiclete com Banana, Capital Inicial, Jorge e Mateus, Timbalada, Kid Abelha, O Rappa, Claudia Leitte, entre outros nomes da música nacional e baiana. Como em 1999, a abertura do Festival foi feita por Lazzo cantando o Hino ao Senhor do Bonfim. Ele teve a ilustre companhia da única artista que participou de todas as edições do evento, Ivete Sangalo. A cantora ainda se apresentou no 2º dia do FV e para comemorar os 15 ano dela no Festival, montou um baile de debutante com 15 príncipes famosos.
Em 2014, o Festival de Verão de Salvador aconteceu entre os dias 29 de janeiro e 01 de fevereiro, no Parque de Exposições de Salvador e contou com três espaços de shows: Palco 2014; Palco Passarela Faculdade Maurício de Nassau e Tenda Trident Music. O público pode circular ainda na Broadway, onde aconteceram ações dos patrocinadores e apoiadores. Os Camarotes Fiat/ Fiori e VIP Iguatemi proporcionaram inúmeras opções de lazer e diversão para o público.
Em 2015, o Festival de Verão de Salvador apresentou um novo formato. Uma das principais novidades daquele ano foi o Palco Sensações, que se tornou o espaço mais conceitual do festival. O palco envolveu várias linguagens artísticas, mesclando arte, moda e, claro, a música. Cada uma das três noites foi batizada com o nome de um baile.

### 2016–2020: Arena Fonte Nova
Em 2016, o FV entrou de cara nova. Em um novo espaço, o evento embalou o sábado ao som do pop rock e o domingo ao som do sertanejo e axé. Além disso, a festa mais badalada do verão, contou com 3 novos espaços – Mix, Vibe e Fly – sendo este último open bar, o que levou todos ao delírio. O FV16 estava de cara nova mas não deixou de perder a sua essência de mistura de ritmos atraindo ainda mais pessoas de todas as tribos.
Em 2017 o Festival de Verão se consolidou na Arena Fonte Nova, levando conforto e diversão numa estrutura completa. Com Lineup diversificado o FV17 agradou a diversos públicos. Uma conexão inexplicável que explica muita coisa, principalmente a energia que faz do Festival de Verão uma fábrica de momentos inesquecíveis.

### 2023–presente: Parque de Exposições
Em 2023, o Festival de Verão Salvador retorna ao seu local de origem: o Parque de Exposições. Desde que a informação foi divulgada, a memória afetiva de milhares de pessoas foi ativada, entre elas a de baianos famosos.

## Atrações
Já passaram pelo Festival de Verão Salvador artistas e bandas brasileiras de vários gêneros, como: Ivete Sangalo, Bell Marques, Durval Lellys, Daniela Mercury, Claudia Leitte, Saulo Fernandes, Tom Kray (Tomate), Luan Santana, Gusttavo Lima, Marília Mendonça, Wesley Safadão, Aviões do Forró, Alok, Dennis DJ, Paula Fernandes, Lucas Lucco, Cristiano Araújo, Felipe Araújo, Jorge e Mateus, Mateus e Kauan, Harmonia do Samba, Léo Santana, Parangolé, Psirico, Capital Inicial, Os Paralamas do Sucesso, Titãs, Jota Quest, Skank, Natiruts, O Rappa, Planet Hemp, Baiana System, Charlie Brown Jr, CPM22, NX Zero, Nando Reis, Iza, Melim, Caetano Veloso, Gilberto Gil, Los Hermanos, Ana Carolina, Vanessa da Mata, Maria Gadú, Rita Lee, Pitty, Lulu Santos, Seu Jorge, Frejat, Sandy e Junior, KLB, Rouge, Banda Calypso, Sorriso Maroto, Dilsinho, Revelação, Ferrugem e outros nomes da música brasileira. Conhecido e aclamado por misturar ritmos e agregar diversas tribos, pelo palco principal do Festival de Verão de Salvador já passaram diversas atrações internacionais. Nomes como Fatboy Slim, Men At Work, West Life, The Gladiators, Ganggajang, Spy vs Spy, Maxi Priest, Big Mountain, Burning Spear, Ben Harper, Matisyahu, Gloria Gaynor, Manu Chao, Eagle-Eye Cherry, Alanis Morissette, Akon, Jason Mraz, James Blunt, SOJA, The Wailers, Ne-Yo, Sublime with Rome e Kesha, já marcaram presença no lineup do Festival.

## Edições
| Ano  | Nome                                           | Data                                           | Local                                          |
| ---- | ---------------------------------------------- | ---------------------------------------------- | ---------------------------------------------- |
| 1999 | Festival de Verão Salvador                     | 20 a 24 de janeiro                             | Parque de Exposições                           |
| 2000 | Festival de Verão 2000                         | 2 a 6 de fevereiro                             | Parque de Exposições                           |
| 2001 | Festival de Verão 2001                         | 31 de janeiro a 4 de fevereiro                 | Parque de Exposições                           |
| 2002 | Festival de Verão 2002                         | 30 de janeiro a 3 de fevereiro                 | Parque de Exposições                           |
| 2003 | Festival de Verão 2003                         | 29 de janeiro a 2 de fevereiro                 | Parque de Exposições                           |
| 2004 | Festival de Verão 2004                         | 28 de janeiro a 1 de fevereiro                 | Parque de Exposições                           |
| 2005 | Festival de Verão 2005                         | 19 a 23 de janeiro                             | Parque de Exposições                           |
| 2006 | Festival de Verão 2006                         | 1 a 5 de fevereiro                             | Parque de Exposições                           |
| 2007 | Festival de Verão 2007                         | 24 a 27 de janeiro                             | Parque de Exposições                           |
| 2008 | Festival de Verão 2008                         | 16 a 19 de janeiro                             | Parque de Exposições                           |
| 2009 | Festival de Verão 2009                         | 28 a 31 de janeiro                             | Parque de Exposições                           |
| 2010 | Festival de Verão 2010                         | 20 a 23 de janeiro                             | Parque de Exposições                           |
| 2011 | Festival de Verão 2011                         | 2 a 5 de fevereiro                             | Parque de Exposições                           |
| 2012 | Festival de Verão 2012                         | 25 a 28 de janeiro                             | Parque de Exposições                           |
| 2013 | Festival de Verão 2013                         | 16 a 19 de janeiro                             | Parque de Exposições                           |
| 2014 | Festival de Verão 2014                         | 29 de janeiro a 1 de fevereiro                 | Parque de Exposições                           |
| 2015 | Festival de Verão 2015                         | 22 a 24 de janeiro                             | Parque de Exposições                           |
| 2016 | Festival de Verão 2016                         | 10 e 11 de dezembro                            | Arena Fonte Nova                               |
| 2017 | Festival de Verão 2017                         | 16 e 17 de dezembro                            | Arena Fonte Nova                               |
| 2018 | Festival de Verão 2018                         | 8 e 9 de dezembro                              | Arena Fonte Nova                               |
| 2019 | não houve Festival de Verão de Salvador        | não houve Festival de Verão de Salvador        | não houve Festival de Verão de Salvador        |
| 2020 | Festival de Verão 2020                         | 1 e 2 de fevereiro                             | Arena Fonte Nova                               |
| 2021 | edição cancelada devido à pandemia de COVID-19 | edição cancelada devido à pandemia de COVID-19 | edição cancelada devido à pandemia de COVID-19 |
| 2022 | edição cancelada devido à pandemia de COVID-19 | edição cancelada devido à pandemia de COVID-19 | edição cancelada devido à pandemia de COVID-19 |
| 2023 | Festival de Verão 2023                         | 28 e 29 de janeiro                             | Parque de Exposições                           |
| 2024 | Festival de Verão 2024                         | 27 e 28 de janeiro                             | Parque de Exposições                           |
| 2025 | Festival de Verão 2025                         | 25 e 26 de janeiro                             | Parque de Exposições                           |

## Transmissão

### Televisão
- Rede Bahia de Televisão (1999-2015)

A transmissão do Festival de Verão foi feita desde a primeira edição em 1999 até o ano de 2015 pela Rede Bahia de Televisão (afiliada da Rede Globo) em estúdio próprio na capital para todo estado. A Globo chegou a exibir algumas edições em sua programação para todo o Brasil e para dezenas de países através da Globo Internacional em um compacto com os melhores momentos.
- Multishow (2001-presente)

O ano de 2001 marcou o início da transmissão nacional, durante todo o ano, dos shows do Festival no canal fechado de televisão Multishow. A partir de 2013, o canal por assinatura Multishow passou a transmitir o evento todos os dias e ao vivo.
- TV Salvador (2002-2008)

De 2002 a 2008, a TV Salvador transmitiu o evento ao vivo.
- TV Globo (2004-2012; 2023)

Uma das novidades em 2004 foi a presença do festival na TV aberta, em rede nacional. A Rede Globo exibiu os melhores momentos dos shows em todas as noites do evento.
Os melhores momentos da décima edição do Festival de Verão de Salvador, realizado em 2008, foram exibidos pela TV Globo nos dias 16, 17, 18 e 19 de janeiro, sob a direção de núcleo de Aloysio Legey. O especial foi apresentado pelos atores André Marques e Ana Furtado. A repórter Sarah Oliveira, do Video Show, e a atriz Cissa Guimarães revelaram os bastidores do evento e entrevistaram os participantes dos shows. Pelo sexto ano, no dia 28 de janeiro de 2009, a TV Globo mostrou os melhores momentos do Festival de Verão de Salvador, com apresentação de André Marques, Daniele Suzuki e Sarah Oliveira, e direção de núcleo de Aloysio Legey,
Em 2010, a TV Globo exibiu em três dias os melhores momentos do Festival de Verão de Salvador daquele ano. Os compactos foram exibidos entre os dias 21 e 24 de janeiro, em programas de 50 minutos, mostrando o que de melhor aconteceu na festa no dia anterior. A apresentação dos compactos foi de Sarah Oliveira e André Marques. Também foram transmitidos flashes do festival ao longo da programação da emissora. Em 2011, os melhores momentos da décima terceira edição do Festival de Verão de Salvador foram exibidos nos dias 3, 4, 5 e 6 de fevereiro, sob a direção do núcleo de Aloysio Legey, e apresentação de André Marques e Daniele Suzuki. Pela primeira vez, Eri Johnson e Leandro Hassum participaram da transmissão. Eles acompanharam os bastidores dos shows e entrevistaram as bandas do festival. Em 2012, o compacto de alguns shows do Festival de Verão, foi ao ar de 26 a 29 de janeiro. Maria Paula e Otaviano Costa, acompanhados de Daniele Suzuki, estrearam na apresentação. Outra estreia foi do repórter Márcio Canuto que acompanhou os bastidores dos shows e entrevistou os participantes. Em 2023, a emissora volta a exibir os compactos do Festival após o Altas Horas no sábado e o Big Brother Brasil no domingo.

### Rádio
- Globo FM (1999-presente)
- Tropical Sat (1999-2006)
- Bahia FM (2007-presente)
- CBN Salvador (2010-2013)

### Internet
- Gshow (2015-presente)

A partir de 2015, o Festival de Verão passou a ser transmitido ao vivo, no Gshow, portal de entretenimento do Globo.com.